# Cantó de Montbenoît
El cantó de Montbenoît és un cantó francès del departament del Doubs, situat al districte de Pontarlier. Té 16 municipis i el cap és Montbenoît.

## Municipis
- Arc-sous-Cicon
- Arçon
- Aubonne
- Bugny
- Gilley
- Hauterive-la-Fresse
- La Chaux
- La Longeville
- Les Alliés
- Maisons-du-Bois-Lièvremont
- Montbenoît
- Montflovin
- Ouhans
- Renédale
- Saint-Gorgon-Main
- Ville-du-Pont

## Història
| Data d'elecció                           | Identitat       | Partit                     | Qualitat |
| ---------------------------------------- | --------------- | -------------------------- | -------- |
| 1945-19..                                | M. Bole-Richard | PRL, després divers droite |          |
| 19..-196.                                | M. Mougin       | Divers droite              |          |
| 196.-1973                                | Rodolphe Mockly | UDR                        |          |
| 1973-1998                                | Jean Pourchet   | CD, després UDF            |          |
| 1998-                                    | Alain Marguet   | divers droite, després UMP |          |
| les dades anteriors no són pas conegudes |                 |                            |          |
|                                          |                 |                            |          |